# Myzopoda
Myzopoda  el único género de la familia de murciélagos Myzopodidae. Posee dos especies: Myzopoda aurita Milne-Edwards & Grandidier, 1878 y Myzopoda schliemanni Goodman, Rakotondraparany & Kofoky, 2006. M. aurita es oriunda de Madagascar. Su fórmula dentaria es 2/3, 1/1, 3/3, 3/3 = 38.